# Reseda alphonsii
Reseda alphonsii är en resedaväxtart. Reseda alphonsii ingår i släktet resedor, och familjen resedaväxter.

## Underarter
Arten delas in i följande underarter:
- R. a. alphonsii
- R. a. barbuti
- R. a. scabridula